# Fukang (meteoryt)
Fukang – meteoryt żelazno-kamienny należący do palassytów, znaleziony w 2000 roku w regionie autonomicznym  Sinciang w Chinach w pobliżu miasta Fukang. Z miejsca spadku pozyskano ok. 1000 kg materii meteorytowej. Do badań wykorzystano ok. 20 kg fragment.